# Galánthay Glock Tivadar
Vitéz Galánthay Glock Tivadar (eredetileg: Glock Tivadar Nepomuk János Vince) (Vágvecse, Nyitra vármegye, 1872. október 30. – Budapest, 1956. december 15.) vezérőrnagy, országgyűlési képviselő, akadémiai tanár, festő, önálló gyorsírási rendszer kidolgozója, történész.

## Élete
Nyitra vármegyében született evangélikus polgári családban. Apja, Glock Emil, uradalmi ispán, anyja Zauner Hermina volt. Tanulmányait Galgócon és Pozsonyban végezte. 1891-ben zászlósként Szolnokon, 1893-ban hadnagyként Kecskeméten a Mollináry-ezrednél szolgált. Az I. világháborúban az utóbbi kötelekében vett részt. 1914 augusztusában tüdőlövést kapott Szerbiában. Felgyógyulása után bolgár nyelvismerete miatt Ruszcsuk (ma: Rusze) kikötőjének parancsnoka lett. Innen az orosz frontra került, majd 1916 szeptemberében a 15. török hadtest vezérkarához rendelték. Ekkor orosz hadifogságba esett, egy év után szabadult.
Az első világháború után a hajmáskéri katonai főreáliskola parancsnoka lett. Később az idegen nyelvek tanulmányi vezetője volt a Honvéd Ludovika Akadémián. 1925-ben vonult nyugdíjba.

## Munkája
Katonai pályafutása és munkája mellett gyorsírással, történelmi kutatással és festészettel is foglalkozott. Gyorsíróként 1909-ben tűnt fel önálló gyorsírási rendszerével. Az 1913. évi országos gyorsírókiállításon az Iparművészeti Múzeumban bemutatta az ural-altáji népeknek és rokonaiknak a gyorsírását. Saját rendszerére alapozva megalkotta a japán, a sziámi, az albán és a koreai gyorsírást, a Gabelsberger-féle gyorsírást pedig alkalmazni tudta a kínai nyelvre. Teljesítményével nemzetközi kongresszusokon arany- és ezüstérmeket nyert.
A festészetet Lovas Lajosnál, illetve autodidaktaként tanulta. 1909-ben magyar csataképekből álló kiállításon szerepelt Bécsben. 1913-ban Lipcsében egy festményéért díszoklevelet kapott. A Mária Terézia-rend számára megfestette a kolíni csata képét. 1935-ben ő festette meg az egykori Kelebia-Vitéztelep templomiskolájának Szent Lászlót ábrázoló oltárképét. Több művét a korabeli Hadimúzeum őrizte.  
1935-ben a Független Kisgazdapárt programjával indulva országgyűlési képviselővé választották a kalocsai kerületben. Gazdaságtörténeti tárgyban előadásokat tartott és tanulmányokat írt, különösen a gazdasági válságok kezelése érdekelte. Mint grafikus vagy szerkesztő mások könyveinek elkészítésében közreműködött. 1938-ban előkészületben volt Szent Kingáról szóló könyve a lengyel–magyar kapcsolatok ápolását célul tűző Magyar Mickiewicz Társaság Magyar–Lengyel Könyvtár című könyvsorozatában.
A Farkasréti temetőben nyugszik.

## Házasságai és gyermekei
Első felesége a római katolikus vallású Hümpfner Irén Alexandra (Krisztinaváros, Buda, 1872. február 10. – Budapest, 1937. február 5.) volt, akinek szülei Hümpfner József (1839–1915) kalocsai kórházi főorvos és Hauszmann Mária voltak. A házasságukból született:
- vitéz Galánthay Tivadar Emil József Oszkár (Budapest, 1910. július 15. – ?). Felesége Telbisz Mária Irma Anna (Magyarbánhegyes, 1914. szeptember 13. – ?).[8]
- Galánthay Emil József Tibor (Budapest, 1914. január 2. – ?) technikus tervező, tüzérszázados, a Vaskereszt II. osztály és az albán Szkander bég-rend lovagja. Felesége báró losonczi Bánffy Gabriella (Kolozsvár, 1924. január 30. – Budapest, 2012. szeptember 2.)

Felesége halála után Galánthay Tivadar 1938. december 22-én Budapesten feleségül vette sógornőjét, Hümpfner Mária Szidónia Kornéliát (Kalocsa, 1886. június 23. – Budapest, 1957. június 3.).